# Precious Dede
Precious Uzoaru Dede (18 de janeiro de 1980) é uma futebolista nigeriana que atua como goleira.

## Carreira
Precious Dede integrou o elenco da Seleção Nigeriana de Futebol Feminino, nas Olimpíadas de 2004 e 2008. 